# Théorème de Meyer
Pour le théorème de Meyer en théorie de la complexité, voir P/poly.
Le théorème de Meyer est un résultat de théorie des nombres, qui établit que toute forme quadratique Q à au moins cinq variables sur le corps des rationnels représente zéro (de façon non triviale) dès que Q est non définie, c'est-à-dire que si l'équation Q(x) = 0 possède au moins une solution non nulle réelle alors elle en possède une rationnelle (donc aussi une entière, en évacuant les dénominateurs).
Ce théorème se déduit aujourd'hui du théorème de Hasse-Minkowski (démontré ultérieurement) et du lemme suivant : 
Le théorème de Meyer est optimal quant au nombre de variables : il existe des formes quadratiques rationnelles non définies en quatre variables qui ne représentent pas zéro. Une famille d'exemples est donnée par
où p est un nombre premier congru à 3 modulo 4. On peut le démontrer par descente infinie, en utilisant que si une somme de deux carrés parfaits est divisible par un tel p alors chacun des deux carrés l'est.